# بیلی دی ویلیامز
بیلی دی ویلیامز (به انگلیسی: Billy Dee Williams) (زاده ۶ آوریل ۱۹۳۷) بازیگر آمریکایی است.
از فیلم‌های معروف او می‌توان به دو فیلم جنگ ستارگان امپراتوری ضربه میزند و بازگشت جدای در نقش لندو کالریسیان و فیلم بتمن اشاره کرد.

## بخشی از فیلمشناخت
- بتمن
- جنگ ستارگان اپیزود پنجم: امپراتوری ضربه می‌زند
- جنگ ستارگان اپیزود ششم: بازگشت جدای
- بری ماندی
- شهر ترس